# 星川インターチェンジ
座標: 北緯35度27分36秒 東経139度35分15秒 / 北緯35.46000度 東経139.58750度

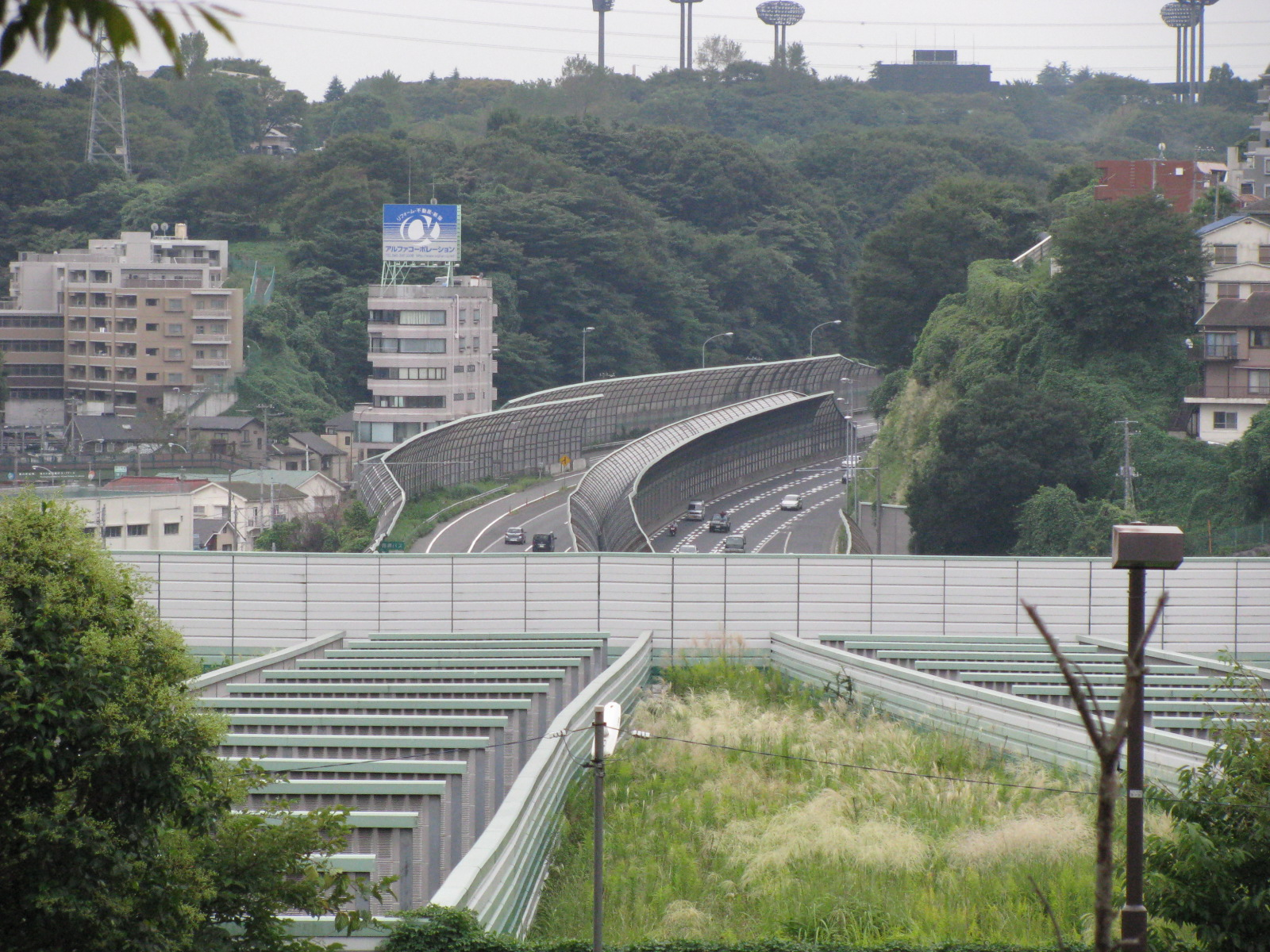
峰岡インターチェンジ（保土ヶ谷トンネル内）の上から見た星川インターチェンジ（中央左側）

星川インターチェンジ（ほしかわインターチェンジ）は、神奈川県横浜市保土ケ谷区星川三丁目にある横浜新道のインターチェンジである。下り線入口のみのクォーターインターチェンジとなっている。星川小学校付近の一般街路に設置されており、国道16号からは離れている。

## 周辺
- 星川駅
- 横浜ビジネスパーク
- 国道16号（八王子街道）
- 神奈川県立保土ヶ谷公園

## 隣
E83 横浜新道
(9) 峰岡IC - (10) 星川IC - (11) 藤塚IC

## 路線バス
隣接する一般街路に相鉄バスの『星川ランプ』停留所があり、東戸塚駅西口行（浜17系統）のバスが本インターチェンジより横浜新道に乗り入れる。
かつては本線上に『星川町』バスストップが存在したが、路線廃止のため現在は立ち入ることができない。